# Istraživanje Marsa
Mars je planet koji je od davnina poznat ljudima. Zbog njegove crvenkaste pojave na nebu, kao "zvijezda" crvenkaste, najčešće je povezivan s bogovima rata. Od pojave prvih teleskopa Mars je dobivao povećanu pažnju. Unatoč upotrebi teleskopa, sve do kraja 18. stoljeća Mars je ostao misteriozan planet, iznimno zahtjevan za promatranje. Početkom 19. stoljeća teleskopi su po prvi put omogućili jasno uočavanje detalja na njegovoj površini. Vrlo brzo su napravljene karte, a na neki od promatrača vidjeli su kanale. Uočavanje kanala u kombinaciji s malim, ali uočljivim promjenama kontrastnih pojava, stvorili su dojam kako na Marsu postoje vodene površine, vegetacije i da je to pustinjski planet kojeg njegovi stanovnici spašavaju od katastrofe. Ovakva teoretiziranja su raspalila maštu javnosti što je zacementiralo Mars kao planet zanimljiv običnim ljudima i znanstvenicima. Primjena modernih znastvenih metoda početkom 20. stoljeća dale su naznake kako je Mars prehladan i presuh za postojanje kompleksnog života. Iako su ovakva otkrića mnoge razočarala, istraživanje planeta svemirskim sondama otkrilo je kako je Mars planet fascinantne geologije i površinskih pojava. Danas su istraživanja Marsa uglavnom usmjerena na otkrića vezana u moguće postojanje života u njegovoj najranijoj povijesti.

## Povijest promatranja

### Promatranja prije pojave teleskopa
Promatrači neba prije pojave teleskopa nisu mogli uočiti nikakve detalje na Marsu osim njegova kretanja kroz zviježđa. Prateći promjene sjaja i položaja Marsa, već su stari astronomi zaključili kako se on približava i udaljava od Zemlje. Mars je prvi put zabilježen u Faraonskom Egiptu, u 2. milijeniju prije nove ere. Kineski zapisi o planetu počinju 1045. godine prije Krista, a Babilonci su razvili tehniku za predviđanje budućeg položaja planeta.
Grčki astronomi su svoje znanje preuzeli od Babilonaca, koji su Mars zvali po bogu rata Nergalu. U grčkoj nomenklaturi Mars je nosio ime Ares, grčkom bogu rata. Aristotel je 365. pr. Kr. promatrao okultaciju Marsa od strane Mjeseca. na temelju svojih zapažanja Aristotel je zaključio kako se Mars nalazi dalje od Mjeseca.Kasnije je u svojim radovima opisao geocentrični model Sunčeva Sustava, u kojem se planeti i Sunce okreću oko Zemlje. Njegov model je dodatno rafinirao Ptolomej u 2. stoljeću, kada je dodao epicikle na putanje planeta kako bi objasnio retrogradno gibanje.
Indijski astronomi su u 5. stoljeću procijenili kutni promjer Marsa na 2 lučne minute a njegovu udaljenost na 10.4 milijuna km od Zemlje. Iz ovih podataka dobije se promjer Marsa od 6070 km, što je samo 11% manje od moderne vrijednosti. Nažalost, vjeruje se kako su ove procjene čista nagađanja nastala pod utjecajem Ptolomeja, koji je kutni promjer Marsa procjenio na 1.5 lučnih minuta.
Gotovo tisuću godina kasnije, Nikola Kopernik je razvio model heliocentričnog Sunčevog Sustava u kojem je Mars četvrti planet po redu od Sunca, odmah iza Zemlje. Heliocentričan model je lako objašnjavao retrogradno gibanje i uvelike olakšao predviđanja položaja planeta. Nažalost, Kopernik nije uspio izbjeći utjecaj starijih filozofa te je putanje planeta oko Sunca opisao kružnicama.
Sljedeći veliki iskorak učinio je Johannes Kepler početkom 17. stoljeća. Kepler je koristio tada najtočnija promatranja položaja planeta koje je prikupio Tycho Brahe, danski astronom. Kepler je želio izračunati točnu orbitu Marsa kako bi se njegovi položaji u budućnosti mogli preciznije predvidjeti. Unatoč svom silnom zalaganju nije mu pošlo za rukom pomoriti podatke promatranja i kružnu orbitu. Na kraju je orbitu probao opisati elipsom i ubrzo je uvidio kako se podatci jako dobro poklapaju. Kasnije je na temelju rada s Marsom izveo tri zakona planetarnog gibanja.

### Promatranja teleskopom
Vjeruje se kako je prvi teleskop prema Marsu usmjerio Galileo Galilej 1610. godine. Otkrio je kako je Mars disk s fazama iz čega se zaključilo kako je on sferično tijelo obasjano Suncem. Prvi crtež Marsa izradio je talijanski učenjak Francisco Fontana 1636. godine. Nažalost, njegov teleskop je bio preslab kako bi uočio stvarne detalje na površini planeta, ali je poput Galileja, uočio faze. Prvi koji je uistinu uočio neki detalj na Marsu je Christiaan Huygens, koji je 28. studenog 1659. izradio crtež Marsa na koje je označio trokutastu mrlju. Vjeruje se kako je Huygens promatrao Syrtis Major, visoravan punu tamnog vulkanskog pijeska koja je jedna od najupečatljivijih pojava za promatrače sa Zemlje na disku planeta. Astronomi tog perioda su smatrali kako su tamne pojave na drugim nebeskim tijelima vodene površine, tj. mora (lat. maria). Koristeći Syrtis Major kao referencu, Huygens je procjenio period rotacije Marsa na oko 24h. Osim rotacije, procjenio je promjer Marsa na 60% Zemljinog, što se dosta dobro slaže s modernom vrijednošću. Na Huygensova otkrića nadovezao se Giovanni Domenico Cassini 1666. godine. On je izmjerio period rotacije na 24h i 40 minuta, samo 3 minute više od moderne vrijednosti, te je prvi koji je definitivno uočio polarnu kapu. Cassini je primijetio kako se polarne kape smanjuju i šire, ovisno o tome na kojoj je polutki Marsa bilo ljeto.
Cassini je 1671. iskoristio paralksu Marsa kako bi odredio veličinu Sunčevog sustava. U suradnji s Jeanom Picardom i Jeanom Richerom izmjerili us u isto vrijeme položaj Marsa u odnosu na okolne zvijezde s dvije lokacije, iz Pariza i Cayenna u Francuskoj Gvajani. Poznavajući udaljenost između tih lokacija i kut u vrhu trokuta gdje se nalazio Mars, uspjeli su izračunati po prvi put stvarne dimenzije Sunčevog sustava. Unatoč skromnim instrumentima u odnosu na današnje, rezultati njihovih mjerenja se od modernih vrijednosti razlikuju samo 10%.
Početkom 18. stoljeća astronomi su počeli izrađivati crteže Marsa na kojima su bile ucrtane i finiji detalji na disku planeta. Francuski astronom Jean-Dominique Maraldi proveo je sustavna promatranja Marsa te je prvi uočio tamni pojas koji se pojavljuje nakon topljenja polarnih kapa. Osim polarnog pojasa, on je prvi uočio pojave za koje je vjerovao da su oblaci u atmosferi.
William Herschel je teoretizirao da je tamni pojas uz polarne kape posljedica njihovog otapanja. On je pretpostavio kako led na kapama nije previše debel jer se tokom ljeta u potpunosti otopi. Herschel je svojim moćnim teleskopima uočio žućkaste pjege promjenjive forme za koje je vjerovao da su "oblaci i pare koje plutaju atmosferom". Promatranjem polarnih kapa Herschel je na kraju izračunao nagib osi rotacije Marsa. Njegova teorija je bila kako je Mars hladan planet, s oceanima i jezerima, crvenkastim kontinentima, oblacima i polarnim snijegom.
Kasnije je Herschel zajedno s Johannom Schröterom bio prvi koji je zabilježio tanke pojave na crtežima Marsa, poput "repa" koji se nastavljao na vrh Syrtis Majora.

### Kartiranje površine
Godine 1840. Nijemci Wilhelm Beer i Johann Mädler izradili su prvu globalnu kartu Marsa. Mnoge od današnjih pojava na površin su prepoznatljive na njihovoj karti, ali postoje naznake kako su neka područja doživjela promjene kroz 150 godina. Dvadesetak godina kasnije, 1863., svećenik Pietro Angelo Secchi izradio je prvu skicu Marsa u boji.
Sredinom 19. stoljeća pojavila se nova grana astronomije, spektroskopija. Razbijajući svjetlost nebeskih objekata u prizmama ili koristeći difrakcijske rešetke, moguće je uočiti spektralni potpis pojedinih kemijskih elemenata. Vodeći se tom idejom, fizičari Pierre Jules Jansen i William Huggins proučavali su spektar svjetlosti koju je reflektirao Mars kako bi uočili prisutnost kisika i vodene pare. Nažalost, rezultati njihovog istraživanja iz 1867. godine bili su nejasni.
Promatrajući Mars u opoziciji iz 1869., Angelo Secchi opisao je pojedine pojave na disku planeta kao kanale. Njegova je namjera nastaviti konvenciju prema kojoj se tamne pojave nazivaju morima. Nažalost, ovakav opis linearnih pojava na disku planeta unijet će zbrku među astronome koja će potrajati sljedećih 50 godina.
Napredak teleskopa i vezanih instrumenata omogućio je izradu prvih modernih karti površine Marsa. Engleski promatrač Richard Proctor 1871. izradio je na temelju dotadašnjih promatranja svoju kartu Marsa. Na njoj je uveo neobičnu i zbunjujuću nomenklaturu, imenujući pojave po kolegama astronomima, živućim i onima davno preminulim. Kao primjer se može navesti kako je današnja regija poznata kao Syrtis Major nosila ime Dawesov Ocean i Keiserovo More.
Godina u kojoj se pogled na Mars značajno izmijenio je 1877. Konfuzija oko imenovanja pojava na Marsu navela je milanskog astronoma Giovannija Schiaparellija na uvođenje nove nomenklature. Iskoristio je iznimno povoljnu opoziciju iz 1877. kako bi planet proučavao do velikih detalja. Schiaparelli je albedo pojave na Marsu nazvao po klasičnim i mitološkim mjestima iz prostora Mediterana. Tako su Dawesov Ocean i Kaiserovo More preimenovani u Syrtis Major prema velikom zaljevu na Libijskoj obali. Schiaparelli je iskoristio nazive iz Egipatske mitologije (Isidis Planitia), biblijskih zemalja (Tharsis) i grčke mitologije (Elysium).
Za tamne mrlje na disku planeta i dalje je pretpostavljao kako se radi o morima. Zanimljivo je kako su neke regije dobile naziv po stvarnim lokacijama na Zemlji. Tako su na Marsu našle Arabia Terra i Libya Montes, a koincidencija je kako su obje regije vjetrovite pustinjske visoravni, donekle slične zemaljskim predjelima po kojima su dobile ime. Schiaparelli je izradio kartu Marsa na temelju vlastitih opažanja i njegov rad je postao veoma utjecajan. Na novoj karti našle su se ucrtane i duguljaste pravocrtne forme koje je Schiaparelli, poput Secchia 10 godina ranije, prozvao kanalima.
Tokom iste opozicije iz 1877. Američki astronom Asaph Hall otkrio je dva malena Marsova satelita, Phobos (Strah) i Deimos (Trepet). Oba satelita su dobila ime po konjima koji su vukli kola grčkog boga rata Aresa. Engleski promatrač Nathaniel Everett Green, po zanimanju slikar, na temelju vlastitih promatranja s otoka Madeira izradio je vlastitu kartu Marsa. On je i dalje koristio Proctorovu nomenklaturu ali njegova karta nije pokazivala kanale koje je Schiaparelli zabilježio. Nažalost, Greenov rad nije bio toliko utjecajan i njegova karta se danas spominje više kao zanimljivost, unatoč tome što je grafički kvalitetnija i površinu Marsa prikazuje realnije od Schiaparallijeve karte.

### Doba kanala na Marsu
Izvještaji o kanalima na Marsu podijelili su astronome u dva tabora, one koji su vjerovali da su kanali plod inteligentnog života i one koji su ih smatrali optičkom varkom. Nakon opozicije iz 1877. sljedećih 15 godina promatrači diljem svijeta izvjestili su o uočavanju kanala na površini Marsa. Sa svakim novim izvještajem mreža kanala je postajala sve kompleksnija. Neki od znanstvenika postavljali su teorije kako bi objasnili nastanak kanala bez uplitanja inteligencije. Abbe Moreaux, geolog, pretpostavio je 1890. kako su kanali pukotine na površine nastale stezanjem i rastezanjem planeta.
Najveći zagovornik marsovih kanala tog vremena bio je astronom amater Percival Lowell. On je o vlastitom trošku izgradio zvjezdarnicu u gradiću Flagastaffu u Arizoni 1894. godine. Lokacija je bila odlična za astronomski opservatorij jer je zrak na toj lokaciji bio iznimno stabilan i čist, a vrijeme stabilno. Nakon godinu dana detaljnog promatranja Marsa, Lowell je potvrdio postojanje kanala, duplanje istih i otkriće oaza. Dapače, primijetio je četiri puta više kanala od Schiaparallija, a uspješnost u otkrivanju kanala pripisao je odličnom lokacijom zvjezdarnice. Svoja otkrića je objavio u popularnoj knjizi Mars. U knjizi je iznio svoja opažanja i objašnjenje uočenih pojava pomoću fantastičnih hipoteza. Lowell je vjerovao kako Mars nastanjuje razvijen oblik inteligentnog životanja koji mrežom kanala za vodu pokušava svoj planet održati nastanjivim. Knjiga je bila veoma popularna jer je Lowell bio talentirani pisac koji je lako mogao zaokupiti laike.
Dio profesionalnih astronoma nije bio uvjeren u postojanje kanala. Edward Emerson Barnard, koji slovi kao jedan od najboljih promatrača svih vremena, proučavao je Mars tada najboljim teleskopom na svijetu na Zvjezdarnici Lick. Barnard je rekao kako je imao prilike uočiti mnoge detalje na površini Marsa poput visoravni i planina. Unatoč svom trudu i teleskopu dvostruko boljem od Lowellovog, on nije uspio uočiti kanale, pa čak ni tvorevine koje bi podsjećale na njih ili u manjim teleskopima stvorile dojam pravilnih struktura. Unatoč njegovom skepticizmu i skepticizmu dijela profesionalnih astronoma, javnost i dio znanstvene javnosti nisu odbacili ideju o kanalima.
Početkom 20. stoljeća pojavili su se znanstvene teorije koje nisu išle u prilog mogućnosti postojanja kompleksnog života na Marsu. Edward Walter Maunder s Opservatorija u Greenwichu procjenio je tlak atmosfere na površini Marsa na 14-40% od onoga na Zemlji. Maunder je procjenio kako je temperatura na površini Marsa -135°C. On je uvjete na Marsu opisao kao na vrhu kakve planine visine 6000 m koja bi se na Zemlji nalazila u polarnom području. Schiparalli je odbacio Maunderova predviđanja o hladnom Marsu zbog činjenice kako se polarne kape, za koje se tada vjerovalo da su isključivo od vode, tokom ljeta otope do kraja. Kako se tako nešto ne događa čak ni na Zemlji, Schiaparalli i dio astronoma vjerovali su kako je klima na Marsu veoma blaga.

## Moderna istraživanja Marsa

### Istraživanje Marsa u prvoj polovici 20. stoljeća
Na početku 20. stoljeća došlo je do razvoja astrofotografije i izgradnje novih, velikih teleskopa. Pojavila se nova generacija astronoma koji su Marsu pristupili koristeći znanstvene metode, napuštajući dotadašnje romantičarske ideje Lowella (i u manjoj mjeri Schiaparellija) o Marsu nastanjenom umirućom civilizacijom. George Ellery Hale 1908. dovršio je tada najveći teleskop na svijetu u opservatoriju na Mount Wilsonu s promjerom zrcala od 1.5 m (60 inča). Novi teleskop bio je značajno većih mogućnosti u odnosu na postojeće i bio je postavljen na odličnoj lokaciji. Promatranja Marsa iz 1909. sa zvjezdarnice Mt. Wilson nisu otkrila nikakve geometrijske strukture na Marsu. Do sličnih zaključaka je došao jedan od najboljih promatrača Marsa svih vremena, Eugène Michel Antoniadi iste godine. Koristeći teleskop promjera 83 cm on je Mars opisao kao planet pun fantastičnih detalja različitog kontrasta, ali bez ikakvih pravilnih geometrijskih oblika. Edward W. Maunder proveo je 1913. pokus na 200 učenika jedne osnovne škole. Postavio je ispred njih na različite udaljenosti crteže Marsa na kojima su umjesto kanala bili razni sitni nepravilni detalji. Učenici najbliži crtežima su nacrtali točkice, oni najdalji nisu uočili te fine detalje, ali oni u sredini su mjestu sitnih detalja ucrtali nepostojeću mrežu linija. Manuder je ovim pokusom diskretirao postojanje kanala, pokazavši kako su oni iluzija a ne stvarna pojava.
Nakon Prvog svjetskog rata dobivene su prve dobre fotografije Marsa. One su pokazale kako na planetu ne postoji mreža kanala. Koristeći različite filtere u boji astronomi su došli do zaključka kako crveni filteri najbolje pokazuju površinske pojave, a plavi atmosferske. Kombiniranim radom astronomi na Mt. Wilsonu i Flagstaffu 1924. godine izmjerili su količinu termalnog zračenja koje dolazi s Marsa i procijenili temperature na njegovoj površini u rasponu od -70 do +10°C. Antoniadi je 1930. objavio kompilaciju promatranja Marsa u kojoj je objasnio kako nepravilni fini detalji na površini Marsa mogu u lošim uvjetima promatranja izgledati kao linearne strukture. Tako je definitivno završena priča o kanalima na Marsu.
Analizom fotografija Marsa i Zemlje, kanadski astronom Peter Mackenzie Millman zaključio je kako tamne mrlje na Marsu nisu prekrivene vegetacijom. Millman je primijetio kako su tamne mrlje najvećeg kontrasta na valnoj duljini od 600 nm, dok je na Zemlji vegatacija na tim valnim duljinama znatno svjetlija jer klorofil propušta crveno svjetlo. Nakon ovog istraživanja postalo je sve jasnije kako je Mars ledena pustoš. Spektroskopa istraživanja atmosfere provedena 1934., 1937. i 1941. pomoću tada najvećeg teleskopa na svijetu, Hookerovog teleskopa sa zrcalom od 2.5 m promjera, pokazala su kako u Marsovog atmosferi gotovo nema vodene pare i kisika.

### Istraživanja Marsa nakon 2. svjetskog rata
Gerard Peter Kuiper istraživao je Mars tokom 1940ih u infracrvenom dijelu spektra. On je 1947. uspio opaziti spektralne linije ugljikovog dioksida u Marsovoj atmosferi. Pritom je jedva opazio tragove kisike, a vodene pare je bilo u minimalnim količinama. Unatoč ovim otkrićima astronom Ernst Julius Öpik teoretizirao je kako postojanost tamnih regija na Marsu ukazuje na proces koji ih obnavlja. On je vjerovao kako su te regije prekrivene lišajevima ili nekim drugim životom koji je otporan na uvjete na planetu.
Istraživači su odlučili potražiti stijenu na Zemlji koja odgovara dotad poznatim svojstvima površine Marsa. Francuski astronom Audouin Dollfus kako jedina stijena koja bojom, svjetlinom i polarimetrijskim kvalitetama odgovara svijetlim regijama na Marsu je limonit, mješavina minerala getita, hidrhematita i lepidokrokita. Svi ti spojevi nastaju površinskom oksidacijom (hrđanjem) primarnih minerala poput pirita, magnetita, siderita ili željezovih silikata. Limonit na Zemlji nastaje najčešće u sušnim predjelima. Dollfusovi zaključci išli su u prilog teoriji kako je crvenkasta boja Marsa posljedica oksidacije minerala željeza, kakva se događa u pustinjama na Zemlji.
Kuiper je 1952. na osnovu spektroskopskih promatranja došao do zaključka kako se polarne kape na Marsu sačinjene uglavnom od vode. Kuiper je također predložio model marsove atmosfere s oblacima kristala leda na 10 do 15 km visine, koji su uzrok plavičaste izmaglice koja prekriva dijelove planeta dok je za žućkaste oblake smatrao je kako nastaju kao posljedica pješčanih oluja. Na temelju spektroskopskih promatranja zaključio je kako su svijetle regije na Marsu prekrivene vulkanskom stijenom riolitom s finim zrncima. Za tamne regije na Marsu teoretizirao je na tragu Öpikovih ideja kako su one možda prekrivene lišajevima kakvi se mogu naći na Antarktici ili Grenlandu.
Za vrijeme sljedeće opozicije iz 1954. godine, na Marsu su izmjerene temperature pomoću 200 palčanog Haleovog teleskopa, tada najvećeg na svijetu. Radiometrijska istraživanja otkrila su temperature od -60 °C u zoru i 25 °C u podne na ekvatoru. Žućkasti oblaci imali su temperaturu od -25 °C. Iste godine objavljena je studija s teoretskim interpretacijama površinskih odlika Marsa. Autor studije je bio Dean Benjamin McLaughlin i njegov rad se smatra najtočnijim shvaćanjem površine Marsa prije istraživanja svemirskim sondama. McLaughlin je smatrao kako su tamne regije rezultat djelovanja pasatnih vjetrova, koji raznose tamnu prašinu. Izvor te tamne prašine je bio vulkanizam, tj. da se radi o vulkanskom pepelu. Stalno obnavljanje tamnih regija pripisao je novim vulkanskim erupcijama, a stalan oblik tamnih regija održavali su stabilni vjetrovi. Manje promjene u obliku tamnih regija je pripisao promjenama lokalnih vjetrova. Kuiper se nije složio s McLaughinovom studijom, jer bi aktivni vulkanizam u atmosferu i na površinu Marsa izbacio značajne količine vode koje bi bile vidljive tokom spektroskopskih opažanja.
Početkom 60-ih postalo je jasno kako je Mars suha, ledena pustinja. Bilo je potrebno još samo dokazati postojanje kompleksnog života. Ako na Marsu postoji život poput lišajeva spektroskopske analize trebale bi ukazati na postojanje klorofila, koji ima specifične apsorpcijske linije u infracrvenom dijelu spektra, pri valnim duljinama od 3.5 mikrometra. 1956. objavljeno je otkriće takve spektralne linije, što je uzrokovalo uzbuđenje među znanstvenicima, ali uskoro se otkrilo kako njih uzrokuju molekule teške vode u visokim slojevima zemljine atmosfere. U isto vrijeme provodili su se eksperimenti u kojima se željelo vidjeti kako bi se zemaljski život nosio s tada poznatim uvjetima na Marsu. Zaključci takvih pokusa su bili kako bi zemaljski mikroorganizmi preživjeli, ali u stanju duboke hibernacije. Reprodukcija i rast tih organizama ovisili su o dostupnosti vode, snazi ultraljubičastog zračenja i sličnih okolišnih čimbenika. Vjerovalo se da ako je Mars imao prije pogodnije uvjete za život da na njemu danas obitavaju mikroorganizmi prilagođeni takvim teškim uvjetima. Svaka vjerojatnost postojanja kompleksnog života je isključena. Teoretska predviđanja i nagađanja o uvjetima na Marsu uskoro su zamijenila mjerenja i opažanja svemirskih letjelica i landera.

### Radarska astronomija
Razvoj radioastronomije te izgradnja velikih radioteleskopa omogućili su radarska promatranja površine planeta. Odbijanjem radiovalova i proučavanjem njihovih karakteristika moglo se doći do zaključka o grubosti površine, tj. jeli prekrivena finim pijeskom ili krupnim stijenama, te opaziti topografiju terena. Grubost površine je posebno važna informacija jer je potrebna prilikom odabira mjesta slijetanja budućih landera. Fotografije koje su dovoljno detaljne da otkriju opasnosti na površini Marsa za landere počele su snimati tek u 90im godinama 20. stoljeća, kada je u orbitu Marsa ušao Mars Global Surveyor.
Prvo radarsko promatranje Marsa izvršio je Dick Goldstein 1963. Iz svojih opservacija je došao do zaključka o korelaciji između jačine radarskog odraza te svijetlih i tamnih regija na Marsu. Tako se Syrtis Major, velika tamna regija, u radarskim promatranjima vidjela kao iznimno svjetla. Susjedna svjetla regija Elysium davala je pak slab radarski odraz. Do sličnih zaključaka je došao tim s radioteleskopa Arecibo iako uz opasku da poklapanje radarske jeke s tamnim i svijetlim jekama nije savršeno. Proučavajući podatke prikupljene 1963. i 1965., astronomi Carl Sagan, James B. Pollack i Dick Goldstein došli su do zaključka kako su tamne regije kontinentalni blokovi dok su svijetle regije dno oceanskih bazena. Ovi zaključci bili su dobro prihvaćeni u znanstvenoj zajednici.
Radioastronomi s teleskopa Arecibo nisu bili skloni ideji korelacije između snage radarskog odraza i svjetline površine. Tijekom opozicije planeta iz 1969.,  napravljeni su detaljni visinski profili. Pritom je otkriven raspon reljefa veći od 13 km, naznake velikih kratera i veoma neravnog terena. Usporedbom visinskih podataka te rasporeda tamnih i svijetlih mrlja na Marsu, došlo se do zaključka kako ne postoji značajna korelacija među njima.
Radarska promatranja korištena su 70ima kako bi se odabrala pogodna lokacija za slijetanje landera Viking. S pojavom marsovih orbitera koji snimaju fotografije u visokoj rezoluciji takva upotreba radara nije više potrebna. Radar se danas uglavnom koristi za istraživanje marsove unutrašnjosti.